# Galiția
Galiția (în ucraineană Галичина, pronunțat [ɦɐlɪtʃɪnˈɑ]; în poloneză Galicja; în idiș גאַליציע) este o regiune istorică și geografică ce se întinde pe ceea ce este astăzi sud-estul Poloniei și vestul Ucrainei, și care multă vreme a făcut parte din Uniunea Polono-Lituaniană. Acoperă o mare parte din celelalte regiuni istorice din Rutenia Roșie (cu centrul în Lviv) și Polonia Mică (cu centrul în Cracovia).
Numele regiunii derivă de la orașul medieval Halîci, și a fost menționat pentru prima dată în cronicile istorice ungare în anul 1206 cu numele Galiciæ. Partea de est a regiunii era controlată de regatul medieval al Galiției și Voliniei. În 1253, cneazul Daniel al Galiției⁠(d) a fost încoronat rege al Rusiei (în latină Rex Rusiae) sau Regele Ruteniei⁠(d) în urma invaziei mongole a Rusiei Kievene. În 1352, Regatul Poloniei a anexat Regatul Galiției și Voliniei și l-a organizat ca Voievodatul Ruteniei⁠(d) (în latină Palatinatus Russiae). În timpul împărțirilor Poloniei, a fost încorporată într-un ținut al coroanei Imperiului Austriac — Regatul Galiției și Lodomeriei.
Nucleul Galiției istorice se află în regiunile moderne din vestul Ucrainei: regiunile Lviv, Ternopil și Ivano-Frankivsk, lângă Halîci. În secolul al XVIII-lea, teritoriile care mai târziu au devenit parte din regiunile poloneze moderne ale Voievodatului Poloniei Mici, Voievodatului Subcarpatia și Voievodatului Silezia au fost adăugate Galiției după prăbușirea Uniunii Polono-Lituaniene.
Galiția de Est⁠(d) a devenit teritoriu disputat între Polonia și Rutenia în epoca medievală și a fost teren de luptă între Austro-Ungaria și Rusia în timpul Primului Război Mondial și apoi între Polonia și Ucraina în secolul al XX-lea. În secolul al X-lea, acolo au fost fondate mai multe orașe, cum ar fi Volodîmîr și Jarosław, ale căror nume marchează legăturile lor cu marii cneji ai Kievului⁠(d) . Există o suprapunere considerabilă între Galiția și Podolia (la est), precum și între Galiția și sud-vestul Ruteniei, în special într-o regiune transfrontalieră (centrată în Rutenia Carpatică) locuită de diferite naționalități și comunități religioase.

## Originile și variațiile numelui
- ucraineană Галичина, transliterat: Halîciîna;
- poloneză Galicja
- ruteană: Галичина, romanizat: Halyčyna;
- în rusă Галиция;
- Cehă and slovacă Halič;
- germană Galizien;
- maghiară Galícia/Gácsország/Halics;
- română Galiția/Halici;
- idiș גאַליציע.

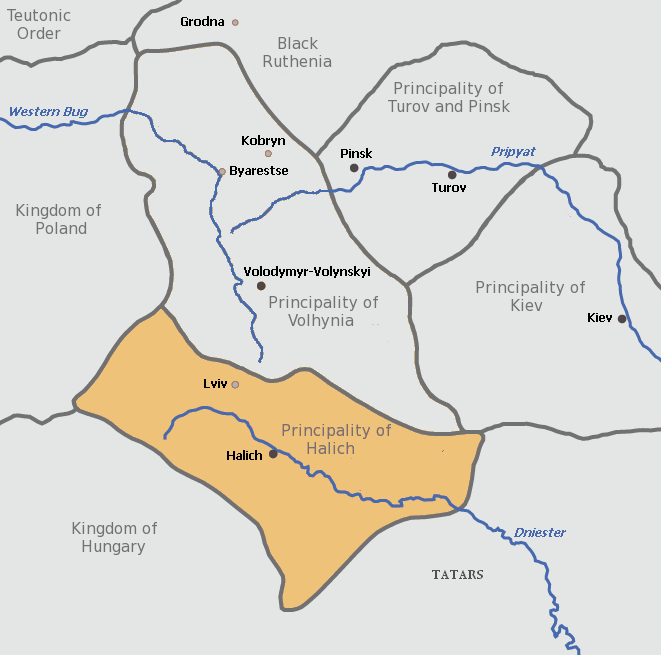
Harta Cnezatului de Halîci în secolul al XIII-lea, care a format nucleul a ceea ce mai târziu a devenit Galiția

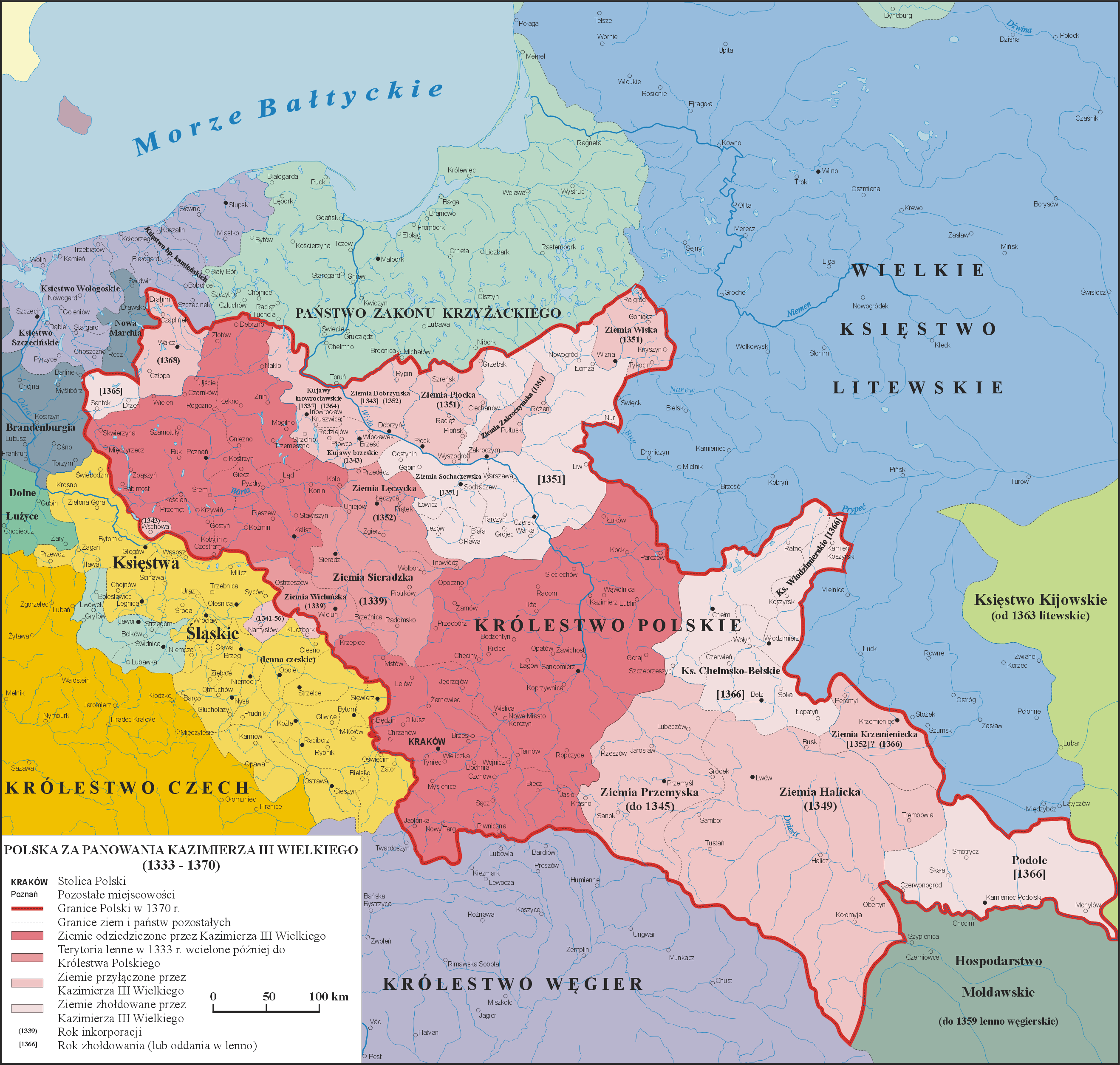
Anexarea Regatului Ruteniei de către Regatul Poloniei ca parte a

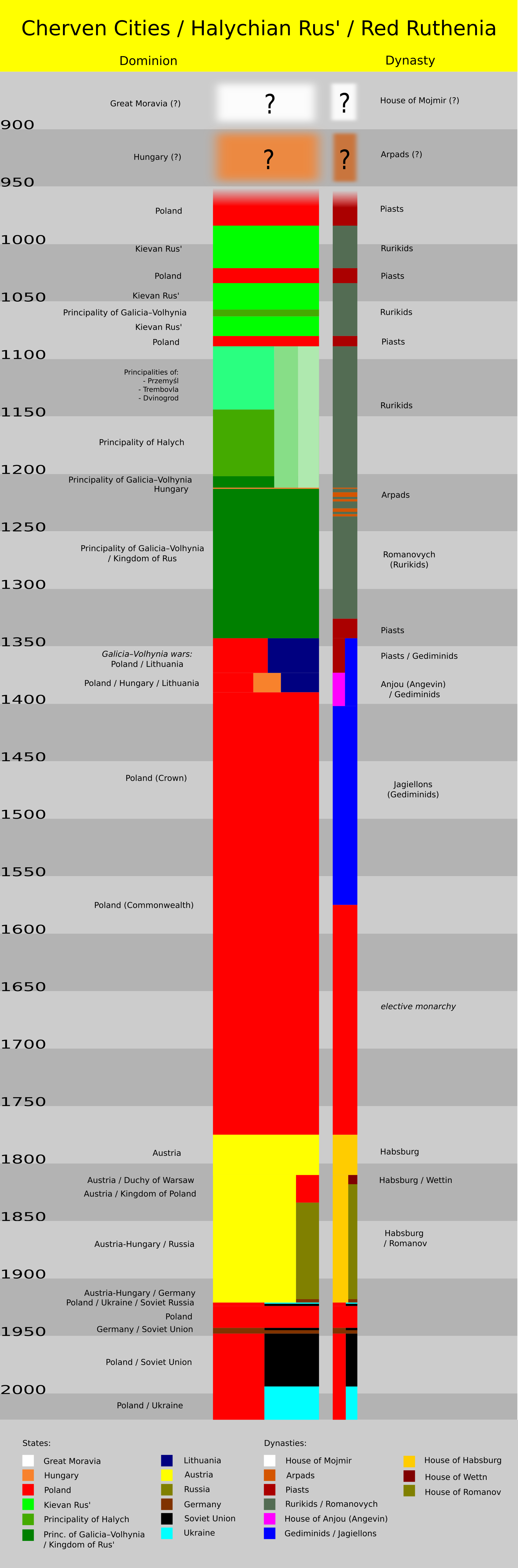
Tabelul istoriei orașelor Cerven, Ruteniei Halîciului și Ruteniei Roșii

Numele ucrainean Halîci (Галич cu scriere chirilică; Halicz în poloneză, Галич în rusă, Galic în latină) provine de la khwalisi  sau kalizi⁠(d), care au ocupat zona pe vremea maghiarilor. Erau numiți și khalisioi în greacă și hvalis (Хваліс) în ucraineană. Unii istorici au speculat că numele avea de-a face cu un grup de oameni de origine tracică (adică geți) care în epoca fierului⁠(d) s-au mutat în zonă după cucerirea romană a Daciei în 106 e.n. și este posibil să fi format cultura Lîpîțea amestecându-se cu venedii⁠(d) care s-au mutat în regiune la sfârșitul perioadei La Tène. Se presupune că cultura Lîpîțea a înlocuit culturile tracice Hallstatt și Vîsoțke existente. O conexiune cu popoarele celtice ar explica relația dintre numele „Galiția” și multe nume de locuri similare găsite în Europa și Asia Mică, cum ar fi Gallia antică sau Galia (Franța modernă, Belgia și nordul Italiei), Galația (în Asia Mică), Galicia din Peninsula Iberică și orașul românesc Galați.  Câțiva alți savanți afirmă că numele Halîci are origini slave — de la halîța, însemnând „un deal gol (neîmpădurit)”, sau de la halka, care înseamnă „stăncuță”. (Această pasăre a apărut ca element în stema orașului și mai târziu și în stema Galiției-Lodomeriei. Numele, însă, precede stema, care poate fi doar o reprezentare sonoră⁠(d) sau pur și simplu etimologie populară). Deși rutenii i-au alungat pe maghiari din Halîci-Volînia până în 1221, regii Ungariei au continuat să adauge Galicia et Lodomeria la titlurile lor oficiale.

În 1349, în cursul războaielor Galiției și Volîniei⁠(d), regele Cazimir al III-lea cel Mare al Poloniei a cucerit cea mai mare parte a Galiției și a pus capăt independenței acestui teritoriu. La cucerire, Cazimir a adoptat următorul titlu:
Cazimir prin harul lui Dumnezeu rege al Poloniei și Rusiei (Ruteniei), domn și moștenitor al țărilor și ducatelor Cracoviei, Sandomiriei, Sieradiei, Lanciției, Cuiaviei și Pomeraniei. În latină Kazimirus, Dei gratia rex Polonie et Rusie, nec non-Cracovie, Sandomirie, Siradie, Lancicie, Cuiavie, et Pomeranieque Terrarum et Ducatuum Dominus et Heres   .
Sub dinastia Jagiełłonă (regi ai Poloniei din 1386 până în 1572), Regatul Poloniei a reînviat și și-a reconstituit teritoriile. În locul Galiției istorice a apărut Voievodatul Rutean⁠(d).
În 1526, după moartea lui Ludovic al II-lea al Ungariei, Habsburgii au moștenit pretențiile maghiare asupra titlurilor de rege al Galiției și Lodomeriei, împreună cu coroana maghiară. În 1772, împărăteasa habsburgică Maria Terezia, arhiducesă a Austriei și regină a Ungariei, a folosit aceste pretenții istorice pentru a-și justifica participarea la Prima Împărțire a Poloniei. De fapt, teritoriile dobândite de Austria nu corespundeau exact cu cele ale fostei Galiții și Volînii – Imperiul Rus a preluat controlul asupra Volîniei dinspre nord-est, inclusiv orașul Volodîmîr-Volînskîi (Włodzimierz Wołyński) — de la care își trăgea numele Lodomeria. Pe de altă parte, o mare parte din Polonia Mică – Nowy Sącz și Przemyśl (1772–1918), Zamość (1772–1809), Lublin (1795–1809) și Cracovia (1846–1918) – a devenit parte a Galiției Austriece. Mai mult, în ciuda faptului că pretențiile Austriei derivau din coroana istorică a Ungariei, „Galiția și Lodomeria” nu au fost atribuite oficial Ungariei, iar după Ausgleich din 1867, teritoriul s-a aflat în Cisleithania, sau partea administrată de Austria a Austro-Ungariei.
Numele oficial complet al noului teritoriu austriac a fost Regatul Galiției și Lodomeriei cu Ducatele Auschwitz⁠(d) și Zator⁠(d). După încorporarea orașului liber Cracovia în 1846, a fost extins la Regatul Galiției și Lodomeria și Marele Ducat al Cracoviei cu Ducatele Auschwitz și Zator (în germană Königreich Galizien und Lodomerien mit dem Großherzogtum Krakau und den Herzogtümern Auschwitz und Zator).
Fiecare dintre aceste entități era separată formal; erau enumerate ca atare titlurile împăratului austriac, fiecare având stema și drapelul său distinct. În scopuri administrative, ele au format însă o singură provincie. Ducatele Auschwitz (Oświęcim) și Zator erau mici principate istorice aflate la vest de Cracovia, la granita cu Silezia Prusacă. Lodomeria, sub numele de Volînia, a rămas sub stăpânirea Imperiului Rus – vezi Gubernia Volînia⁠(d).

## Istorie

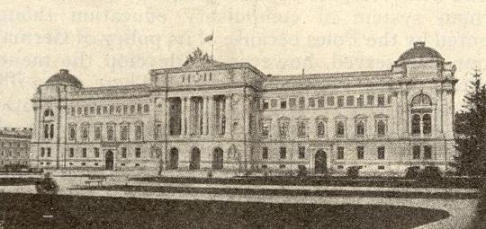
își avea sediul în capitala Lemberg.

În epoca romană, regiunea era populată de diferite triburi celto-germanice amestecate, precum și de triburi cu bază celtică, lugi⁠(d), cotini, vandali și goți (culturile Przeworsk și Púchov⁠(d)). În timpul perioadei migrațiilor, o varietate de grupuri de nomazi au invadat zona. Triburile slave răsăritene ale croaților albi⁠(d) și tiverșilor au dominat zona din secolul al VI-lea până când a fost anexată Rusiei Kievene în secolul al X-lea.
În secolul al XII-lea, s-a format un Principat rurikid al Galiției (Halicz, Halics, Galich, Galic), care a fuzionat la sfârșitul secolului cu Volînia vecină în Regatul Ruteniei. Galiția și Volînia fuseseră inițial două principate rurikide separate, atribuite prin rotație membrilor mai tineri ai dinastiei Kievene. Linia cneazului Roman cel Mare de Volodîmîr deținea principatul Volîniei⁠(d), în timp ce linia lui Iaroslav Osmomîsl⁠(d) deținea principatul Galiției. Galiția–Volînia a fost creată în urma morții în 1198 sau 1199 (și fără un moștenitor recunoscut pe linie paternă) a ultimului principe al Galiției, Vladimir al II-lea Iaroslavici⁠(d); Roman a dobândit Principatul Galiției și și-a unit teritoriile într-un singur stat. Succesorii lui Roman aveau să folosească în mare parte Galiția ca denumire a regatului lor combinat. Pe vremea lui Roman, principalele orașe ale Galiției-Volîniei erau Halîci și Volodîmîr. În 1204, Roman a cucerit Kievul în alianță cu Polonia, a semnat un tratat de pace cu Regatul Ungariei și a stabilit relații diplomatice cu Imperiul Bizantin.

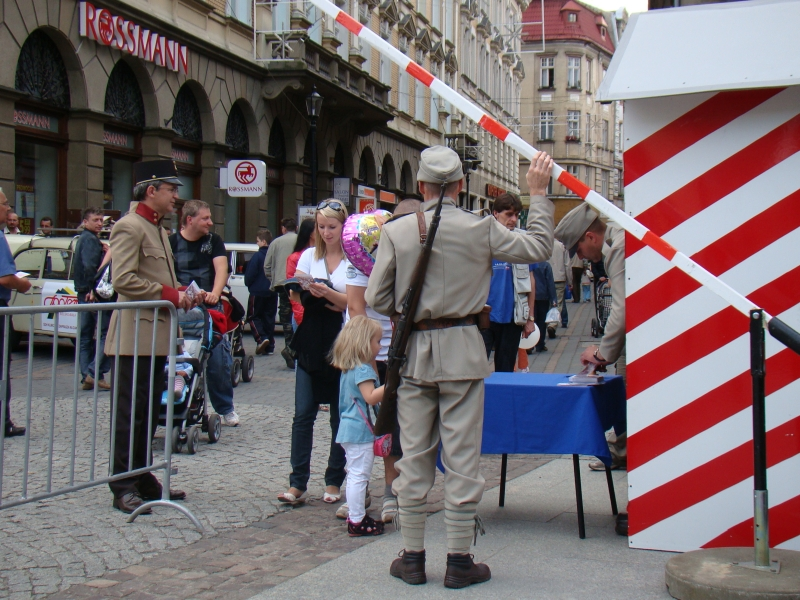
Reconstituirea graniței istorice (1772–1918) dintre Galiția austriacă și Silezia austriacă în Bielsko-Biała.

În 1205, Roman s-a întors împotriva aliaților săi polonezi, ducând la un conflict cu Leszek cel Alb și cu Konrad al Mazoviei. Roman a fost ucis în bătălia de la Zawichost⁠(d) (1205), iar Galiția-Volînia a intrat într-o perioadă de rebeliune și haos, devenind scena rivalității dintre Polonia și Ungaria. Regele Andrei al II-lea al Ungariei s-a autointitulat rex Galiciæ et Lodomeriæ, denumire latină care înseamnă „regele Galiției și Vladimirului [din-Volînia]”, titlu care mai târziu a fost adoptat de Casa de Habsburg. Într-un acord de compromis încheiat în 1214 între Ungaria și Polonia, tronul Galiției-Volîniei a fost dat fiului lui Andrei, Coloman al Lodomeriei⁠(d).
În 1352, când principatul a fost împărțit între Polonia și Marele Ducat al Lituaniei, teritoriul a devenit supus Coroanei Poloneze. Odată cu Unirea de la Lublin⁠(d) din 1569, Polonia și Lituania s-au unit pentru a forma Uniunea Polono-Lituaniană, care a durat 200 de ani până când a fost cucerită și divizată de Rusia, Prusia și Austria prin împărțirea Uniunii Polono-Lituaniene în 1772. Partea de sud-est a fostei Uniuni Polono-Lituaniene a fost atribuită împărătesei habsburgice Maria Terezia, ai cărei birocrați au numit-o Regatul Galiției și Lodomeriei, după unul dintre titlurile princiare ale regilor Ungariei, deși granițele acestui teritoriu coincideau doar aproximativ cu cele ale fostului principat medieval. Cunoscută informal sub numele de Galiția, a devenit cea mai mare, cea mai populată și cea mai nordică provincie a Imperiului Austriac. După 1867, a făcut parte din jumătatea austriacă a Austro-Ungariei, până la dizolvarea monarhiei la sfârșitul Primului Război Mondial în 1918.

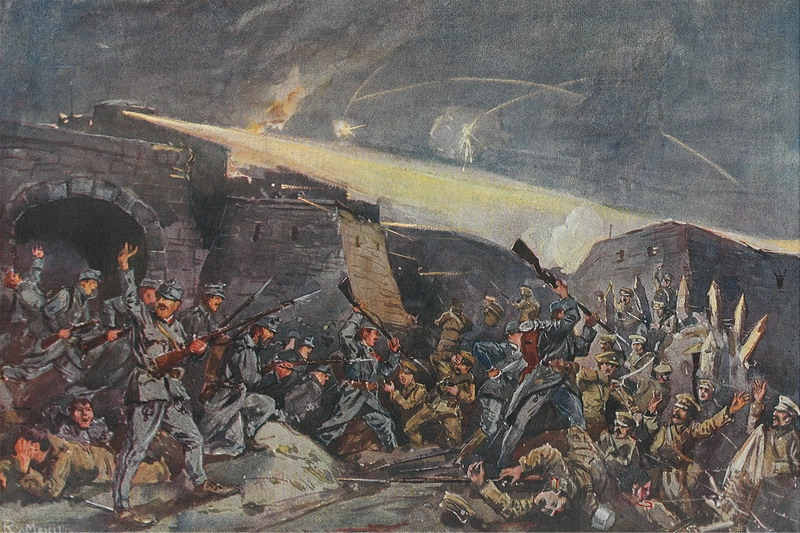
Asediul Przemyślului în 1915

În timpul Primului Război Mondial, Galiția a cunoscut lupte grele între forțele Imperiului Rus și Puterile Centrale, pe Frontul de Est al Primului Război Mondial. Forțele ruse au invadat cea mai mare parte a regiunii în 1914, după ce au învins armata austro-ungară într-o bătălie haotică la frontieră în primele luni ale războiului. Rușii au fost la rândul lor împinși înapoi în primăvara și vara anului 1915 de o ofensivă combinată germană/austro-ungară.
În 1918, Galiția de Vest⁠(d) a devenit parte a Republicii Polone restaurate, care a absorbit Republica Lemko-Ruteană⁠(d). Populația locală ucraineană a declarat independența Galiției de Est⁠(d) sub numele de Republica Populară a Ucrainei Occidentale care însă a avut o existență efemeră. În timpul Războiului Polono-Sovietic, sovieticii au încercat să înființeze statul-marionetă numit RSS Galițiană în Galiția de Est, dar teritoriul a fost apoi cucerit de polonezi.
Pacea de la Riga din 1921 a confirmat statutul Galiției ca parte a celei de a Doua Republici Poloneze. Deși nu a fost niciodată acceptat ca legitim de unii naționaliști ucraineni, acest lucru a fost ratificat de Conferința Ambasadorilor la 14 martie 1923 și recunoscut internațional la 15 mai 1923.
Ucrainenii din Galiția de Est și din provincia vecină Volînia reprezentau aproximativ 12% din populația Republicii Polone și erau cea mai mare minoritate a acesteia. Pe măsură ce politicile guvernamentale poloneze au devenit discriminatorii față de minorități, tensiunile dintre guvernul polonez și populația ucraineană au crescut, dând în cele din urmă naștere organizației clandestine militante a naționaliștilor ucraineni.

## Populația

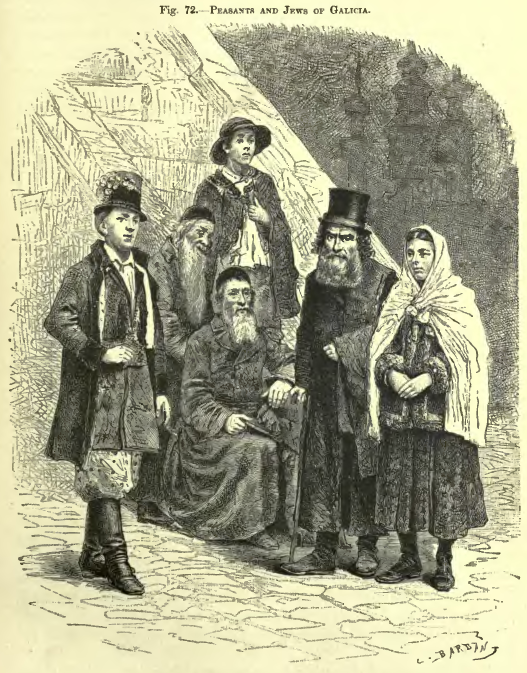
Țărani și evrei din Galiția, c. 1886

În 1773, Galiția avea aproximativ 2,6 milioane de locuitori în 280 de orașe și târguri și aproximativ 5.500 de sate. Erau aproape 19.000 de familii nobiliare, cu 95.000 de membri (aproximativ 3% din populație). Iobagii reprezentau 1,86 milioane, peste 70% din populație. Un număr mic erau țărani liberi, dar, de departe, cei mai mulți (84%) aveau doar mici exploatații sau nicio proprietate
Galiția avea, probabil, cea mai diversă populație etnică dintre toate țările monarhiei austriece, constând în principal din polonezi și „ruteni”; popoarele cunoscute mai târziu ca ucraineni și rusini, precum și etnici evrei, germani, armeni, cehi, slovaci, maghiari, romi și alții. În ansamblu, populația Galiției la 1910 era estimată a fi 45,4% polonezi, 42,9% ruteni, 10,9% evrei și 0,8% germani. Această populație nu era distribuită uniform. Polonezii trăiau în principal în vest, rutenii predominând în regiunea de est („Rutenia”). La începutul secolului al XX-lea, polonezii constituiau 88% din întreaga populație a Galiției de Vest, iar evreii 7,5%. Datele respective pentru Galiția de Est arată următoarele cifre: ruteni 64,5%, polonezi 22,0%, evrei 12%. Din cele 44 de diviziuni administrative ale Galiției de Est austriece, Lemberg (în poloneză Lwów, în ucraineană Львів, transliterat: Lviv) era singurul în care polonezii reprezentau o majoritate a populației. Antropologul Marianna Dușar⁠(d) a afirmat că această diversitate a condus la dezvoltarea unei culturi alimentare aparte a regiunii.
Istoric, limba poloneză era predominantă în toată Galiția. Conform recensământului din 1910, 58,6% din galițieni vorbeau poloneza ca limbă maternă, față de 40,2% care vorbeau o limbă ruteană. Este posibil ca numărul vorbitorilor de poloneză să fi fost exagerat deoarece evreilor nu li s-a oferit opțiunea de a declara idișul ca limbă maternă. Galiția de Est⁠(d) era cea mai diversă parte a regiunii și una dintre cele mai diverse zone din Europa acelei vremi. În 1910, Galiția de Est avea 5,3 milioane de locuitori, dintre care 39,8% erau polonezi și 58,9% ruteni.
Evreii din Galiția⁠(d) au emigrat în Evul Mediu din Germania. Germanofonii erau mai mult identificați prin regiunea germană de unde își aveau originea (cum ar fi Saxonia sau Suabia). Pentru cei care vorbeau alte limbi materne, cum ar fi polonezii și rutenii, identificarea era mai puțin problematică, iar multilingvismul larg răspândit estompa diviziunile etnice.
Din punct de vedere religios, Galiția este predominant catolică, iar catolicismul se practica în două rituri. Polonezii erau romano-catolici, în timp ce ucrainenii aparțineau Bisericii Greco-Catolice. Alți creștini aparțineau uneia dintre Bisericile Ortodoxe Ucrainene⁠(d). Până la Holocaust, iudaismul fusese larg răspândit, iar Galiția era centrul hasidismului.

## Economia
Noile granițe de stat de după divizarea Poloniei au izolat Galiția de multe dintre rutele sale comerciale tradiționale și piețele din sfera poloneză, ducând la stagnarea vieții economice și la declinul orașelor. Lviv și-a pierdut statutul de centru comercial important. După o scurtă perioadă de investiții limitate, guvernul austriac a început exploatarea fiscală a Galiției și a epuizat forța de muncă a regiunii prin recrutări în armata imperială. Austriecii au hotărât ca Galiția să nu se dezvolte industrial, ci să rămână o zonă agricolă care să servească drept furnizor de produse alimentare și materii prime altor provincii habsburgice. Au fost instituite noi impozite, investițiile au fost descurajate, iar orașele și târgurile au fost neglijate. Rezultatul a fost sărăcirea Galiției austriece⁠(d). Galiția era cea mai săracă provincie din Austro-Ungaria, și, potrivit lui Norman Davies, putea fi considerată „cea mai săracă provincie din Europa”.

### Industria petrolului și gazelor naturale

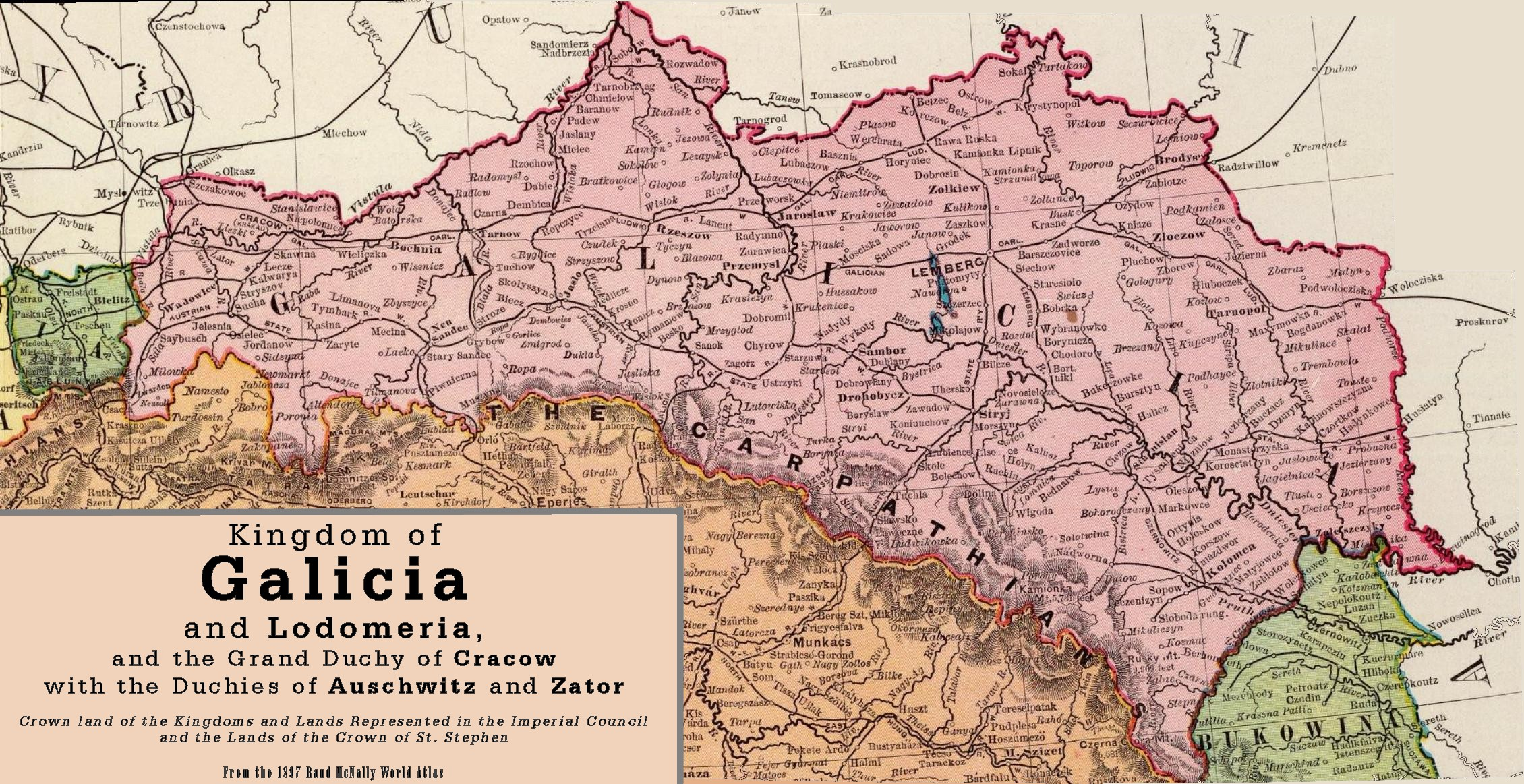
Căile ferate din Galiția înainte de 1897

Lângă Drohobîci și Borîslav din Galiția, au fost descoperite și rezerve importante de petrol, care au fost exploatate între mijlocul secolului al XIX-lea și începutul secolului al XX-lea. Prima încercare europeană de foraj pentru petrol a fost în Bóbrka⁠(d), în Galiția de Vest, în 1854. Până în 1867, un puț de la Kleczany, în Galiția de Vest, a fost forat cu abur până la aproximativ 200 de metri. La 31 decembrie 1872, a fost deschisă o linie de cale ferată⁠(d) care leagă Borysław (astăzi Borîslav, Ucraina) de orașul din apropiere Drohobycz (astăzi Drohobîci). Inginerul britanic John Simeon Bergheim și canadianul William Henry McGarvey⁠(d) au venit în Galiția în 1882. În 1883, compania lor a efectuat foraje de la 700 până la 1.000 de metri și a găsit zăcăminte mari de petrol. În 1885, întreprinderea de dezvoltare a petrolului a primit numele de Compania petrolieră galițiano-carpatică (în germană Galizisch-Karpathische Petroleum Aktien-Gesellschaft), cu sediul în Viena, cu McGarvey ca administrator șef și Bergheim ca inginer de teren, și a construit o rafinărie uriașă la Maryampole lângă Gorlice, la sud de Tarnow.  Considerată cea mai mare și mai eficientă întreprindere din Austro-Ungaria, Maryampole a fost construită în șase luni și a angajat 1.000 de oameni. Ulterior, investitorii din Regatul Unit, Belgia și Germania au înființat companii pentru a dezvolta industria petrolului și a gazelor naturale în Galiția. Acest aflux de capital a făcut ca numărul întreprinderilor petroliere să scadă de la 900 la 484 până în 1884 și la 285 de companii cu 3.700 de angajați până în 1890. Cu toate acestea, numărul rafinăriilor de petrol a crescut de la treizeci și unu în 1880 la cincizeci și patru în 1904. Până în 1904, în Borysław existau treizeci de foraje de peste 1.000 de metri. Producția a crescut cu 50% între 1905 și 1906 și apoi s-a triplat între 1906 și 1909 din cauza unor noi și neașteptate descoperiri ale unor vaste rezerve de petrol din care în multe locuri țâșnea din pământ. Până în 1909, producția a atins apogeul la 2.076.000 de tone sau 4% din producția mondială. Adesea numite „Baku al Poloniei”, câmpurile petroliere din Borysław și din apropiere de Tustanowice reprezentau peste 90% din producția națională de petrol a Imperiului Austro-Ungar. De la 500 de locuitori în anii 1860, Borysław se umflase la 12.000 până în 1898. La începutul secolului, Galiția era al patrulea producător de petrol din lume. Această creștere semnificativă a producției de petrol a provocat și o scădere a prețurilor petrolului. Scăderea foarte rapidă a producției de petrol în Galiția a avut loc chiar înainte de războaiele balcanice din 1912–1913.
Galiția a fost singura sursă internă majoră de petrol a Puterilor Centrale în timpul Marelui Război.

## Grupuri etnice
- Muntenii (grupări mai mari de popoare înrudite): Żywczaki sau goralii din Żywiec (în poloneză górale żywieccy), Babiogórcy sau gorali din Babia Góra, gorali din Rabka sau Zagórzanie, Kliszczaki, gorali din Podhale⁠(d) (în poloneză górale podhalańscy), gorali din Nowy Targ Nowotarżanie, Górale pienińscy sau gorali din Pieniny și Górale sądeccy (gorali din Nowy Sącz), goralii din Spisz sau Gardłaki, Kurtacy sau Czuchońcy (lemkieni, rusnaki), Boykos⁠(d) (Werchowyńcy), Tucholcy, huțuli (Czarnogórcy)
- Vălenii: Krakowiacy⁠(d), mazurii, Grębowiacy (Lesowiacy sau Borowcy), Głuchoniemcy⁠(d), Bełżanie, Bużanie (Łopotniki, Poleszuki), Opolanie, Wołyniacy, Pobereżcy sau Nistrowianie.[46]